# PC Magazin
PC Magazin, publiziert von der WEKA Media Publishing, war eine monatlich erscheinende Computerzeitschrift, die sich vor allem mit den technischen Aspekten von Computern, Software, Hardware und weiteren IT-spezifischen Themen auseinandersetzte. Sie wurde 2023 mit der Computerzeitschrift PCgo zusammengelegt. Anfang Oktober 2023 erschien die erste gemeinsame Ausgabe 11/2023 von PCgo und PC Magazin, PC go + PC Magazin.

## Geschichte
Die Zeitschrift wurde 1987 als DOS International (im damaligen Verlag DMV) gegründet. Die DOS International war die erste deutschsprachige Computerzeitschrift, die sich ausschließlich mit IBM-kompatiblem PCs beschäftigte. Weite Verbreitung fand sie vor allem unter Programmierern. Mitte 1992 konnte sich die DOS mit einer verkauften Auflage von über 200.000 Heften – noch vor der Chip – sogar kurz an die Spitze der deutschsprachigen Computerzeitschriften setzen.
Ab Juli 1994 wurde die Zeitschrift mc als 45-seitige Beilage im Abonnement der DOS International vertrieben.
Mit der Übernahme des Magna Media Verlages fiel das Recht am Titel „PC Magazin“ an die WEKA Holding. Wegen der sinkenden Bedeutung des Betriebssystems „DOS“ entschied sich die Geschäftsleitung, den Titel des Flaggschiffs von „DOS“ auf „PC Magazin“ zu ändern. In einer Übergangsphase (1996/97) nannte sich die Publikation „PC-Magazin DOS“.
Das ursprüngliche PC Magazin erschien von 1984 bis 1997 wöchentlich bei der PC Magazin Verlagsgesellschaft mbH, einem Tochterunternehmen der WEKA-Gruppe. Ab Juni 1997 wechselte die Redaktion dieser Zeitschrift zur InformationWeek.
Die offizielle Website wurde später zusammengelegt mit den Schwestermagazinen video sowie PCgo.
Seit dem 17. April 2023 bündelt die Online-Plattform connect-living.de alle Themen rund um ein vernetztes Leben. Die bisherigen Themen von pc-magazin.de – Computer, IT und Unterhaltungselektronik – werden fortgeführt, gleichzeitig wird das Themenspektrum erweitert. Smart Home, Geräte für Haushalt, Küche und Garten bis hin zu Elektronik allgemein werden zusätzlich abgedeckt.
Anfang Oktober 2023 kam die erste gemeinsame Ausgabe 11/2023 von PCgo und PC Magazin, PC go + PC Magazin auf den Markt. Die Druckauflage der gemeinsamen Zeitschrift beträgt Ende 2023 43.000 Exemplare, die verbreitete Auflage beträgt 32.200 Exemplare.

## Inhalt
Sie erschien je Auflage üblicherweise in zwei Ausgaben: als Super Premium-Ausgabe mit drei DVDs und als DVD-Ausgabe mit einer DVD. Die Inhalte bestehen hauptsächlich aus aktuellen News, Reports, Praxisbeiträgen und Tests.

## Auflagenstatistik
Im vierten Quartal 2012 lag die durchschnittliche verbreitete Auflage nach IVW bei 105.316 Exemplaren. Das sind 18.110 Exemplare pro Ausgabe weniger (−14,67 %) als im Vergleichsquartal des Vorjahres. Die Abonnentenzahl nahm innerhalb eines Jahres um 5.892 Abonnenten auf nun 49.035 pro Ausgabe ab (−10,73 %); damit bezogen rund 46,56 % der Leser die Zeitschrift im Abo.
| Anzahl der durchschnittlich im Quartal verkauften Exemplare | Anzahl der durchschnittlich im Quartal verkauften Exemplare | Anzahl der durchschnittlich im Quartal verkauften Exemplare | Anzahl der durchschnittlich im Quartal verkauften Exemplare | Anzahl der durchschnittlich im Quartal verkauften Exemplare |
| ----------------------------------------------------------- | ----------------------------------------------------------- | ----------------------------------------------------------- | ----------------------------------------------------------- | ----------------------------------------------------------- |
| Quartal                                                     |                                                             |                                                             | Auflage a                                                   |                                                             |
| IV/1998                                                     | IV/1998                                                     |                                                             | 177.725                                                     | 177.725                                                     |
| IV/1999                                                     | IV/1999                                                     |                                                             | 238.263                                                     | 238.263                                                     |
| IV/2000                                                     | IV/2000                                                     |                                                             | 248.140                                                     | 248.140                                                     |
| IV/2001                                                     | IV/2001                                                     |                                                             | 270.582                                                     | 270.582                                                     |
| IV/2002                                                     | IV/2002                                                     |                                                             | 210.250                                                     | 210.250                                                     |
| IV/2003                                                     | IV/2003                                                     |                                                             | 215.545                                                     | 215.545                                                     |
| IV/2004                                                     | IV/2004                                                     |                                                             | 195.214                                                     | 195.214                                                     |
| IV/2005                                                     | IV/2005                                                     |                                                             | 200.534                                                     | 200.534                                                     |
| IV/2006                                                     | IV/2006                                                     |                                                             | 195.632                                                     | 195.632                                                     |
| IV/2007                                                     | IV/2007                                                     |                                                             | 202.404                                                     | 202.404                                                     |
| IV/2008                                                     | IV/2008                                                     |                                                             | 179.607                                                     | 179.607                                                     |
| IV/2009                                                     | IV/2009                                                     |                                                             | 161.234                                                     | 161.234                                                     |
| IV/2010                                                     | IV/2010                                                     |                                                             | 150.080                                                     | 150.080                                                     |
| IV/2011                                                     | IV/2011                                                     |                                                             | 123.426                                                     | 123.426                                                     |
| IV/2012                                                     | IV/2012                                                     |                                                             | 105.316                                                     | 105.316                                                     |
| IV/2013                                                     | IV/2013                                                     |                                                             | 77.584                                                      | 77.584                                                      |
| IV/2014                                                     | IV/2014                                                     |                                                             | 51.990                                                      | 51.990                                                      |
| IV/2015                                                     | IV/2015                                                     |                                                             | 51.256                                                      | 51.256                                                      |
| IV/2016                                                     | IV/2016                                                     |                                                             | 42.575                                                      | 42.575                                                      |
| Quelle: IVW                                                 |                                                             |                                                             |                                                             |                                                             |

| Anzahl der durchschnittlich im Quartal verkauften Exemplare durch Abonnements | Anzahl der durchschnittlich im Quartal verkauften Exemplare durch Abonnements | Anzahl der durchschnittlich im Quartal verkauften Exemplare durch Abonnements | Anzahl der durchschnittlich im Quartal verkauften Exemplare durch Abonnements | Anzahl der durchschnittlich im Quartal verkauften Exemplare durch Abonnements |
| ----------------------------------------------------------------------------- | ----------------------------------------------------------------------------- | ----------------------------------------------------------------------------- | ----------------------------------------------------------------------------- | ----------------------------------------------------------------------------- |
| Quartal                                                                       |                                                                               |                                                                               | Abos a                                                                        |                                                                               |
| IV/1998                                                                       | IV/1998                                                                       |                                                                               | 64.648                                                                        | 64.648                                                                        |
| IV/1999                                                                       | IV/1999                                                                       |                                                                               | 63.380                                                                        | 63.380                                                                        |
| IV/2000                                                                       | IV/2000                                                                       |                                                                               | 71.348                                                                        | 71.348                                                                        |
| IV/2001                                                                       | IV/2001                                                                       |                                                                               | 64.943                                                                        | 64.943                                                                        |
| IV/2002                                                                       | IV/2002                                                                       |                                                                               | 63.634                                                                        | 63.634                                                                        |
| IV/2003                                                                       | IV/2003                                                                       |                                                                               | 58.823                                                                        | 58.823                                                                        |
| IV/2004                                                                       | IV/2004                                                                       |                                                                               | 53.698                                                                        | 53.698                                                                        |
| IV/2005                                                                       | IV/2005                                                                       |                                                                               | 50.931                                                                        | 50.931                                                                        |
| IV/2006                                                                       | IV/2006                                                                       |                                                                               | 50.315                                                                        | 50.315                                                                        |
| IV/2007                                                                       | IV/2007                                                                       |                                                                               | 94.361                                                                        | 94.361                                                                        |
| IV/2008                                                                       | IV/2008                                                                       |                                                                               | 78.326                                                                        | 78.326                                                                        |
| IV/2009                                                                       | IV/2009                                                                       |                                                                               | 73.167                                                                        | 73.167                                                                        |
| IV/2010                                                                       | IV/2010                                                                       |                                                                               | 61.901                                                                        | 61.901                                                                        |
| IV/2011                                                                       | IV/2011                                                                       |                                                                               | 54.927                                                                        | 54.927                                                                        |
| IV/2012                                                                       | IV/2012                                                                       |                                                                               | 49.035                                                                        | 49.035                                                                        |
| IV/2013                                                                       | IV/2013                                                                       |                                                                               | 42.577                                                                        | 42.577                                                                        |
| IV/2014                                                                       | IV/2014                                                                       |                                                                               | 38.349                                                                        | 38.349                                                                        |
| IV/2015                                                                       | IV/2015                                                                       |                                                                               | 34.982                                                                        | 34.982                                                                        |
| IV/2016                                                                       | IV/2016                                                                       |                                                                               | 31.531                                                                        | 31.531                                                                        |
| Quelle: IVW                                                                   |                                                                               |                                                                               |                                                                               |                                                                               |